# Кольцевая улица (Салават)
Кольцева́я улица (башк. Әйләнеш урамы) — улица в городе Салавате. Проходит в поселке Желанный на берегу реки Белая.

## История
Застройка улицы началась в 1999 году.  Улица застроена частными коттеджами. Застроена только левая часть улицы.

## Трасса
Кольцевая улица начинается от улицы Ахтямова и заканчивается на Береговой улице.

## Транспорт
По Кольцевой улице общественный транспорт не ходит.